# Rinnkogel
Der Rinnkogel ist ein 1822 m ü. A. hoher Berg in den Salzkammergut-Bergen im Land Salzburg im Flachgau. Er befindet sich unweit der Grenze zu Oberösterreich.
Der Normalweg führt vom Gasthaus Simonhütte an der Postalmstraße in einem weiten Bogen von Süden und zuletzt über den teilweise versicherten Westgrat auf den Gipfel, von dort hat man Aussicht auf die Postalm und den Wolfgangsee.